# Iberomorda viridipennis
Iberomorda viridipennis es una especie de coleóptero de la familia Mordellidae.

## Distribución geográfica
Habita en la península ibérica (España).